# Region Sikasso
Die Region Sikasso liegt im Süden Malis. Die wichtigsten Städte sind die Hauptstadt der Region Sikasso, Koutiala und Bougouni. Die Region hat 2.625.919 Einwohner (Zensus 2009).
Die Bevölkerung Sikassos setzt sich aus den Senufo, den Samago und der größten ethnischen Gruppe, den Bambara zusammen.
Sikasso gliedert sich in folgende Kreise: Bougouni, Kolondiéba, Kadiolo, Koutiala, Sikasso, Yanfolila und Yorosso.